# Gyrosmilia
Genre
Gyrosmilia est un genre de coraux durs de la famille des Euphylliidae.

## Liste d'espèces
Selon ITIS (8 décembre 2015) et World Register of Marine Species (8 décembre 2015), le genre Gyrosmilia comprend l'espèce suivante :
- Gyrosmilia interrupta Ehrenberg, 1834